# Cassis B Staudt
Cassis B Staudt (geboren als Birgit Staudt vor 1980 in Stuttgart) ist eine Filmmusik-Komponistin, Singer/Songwriterin und Musik-Coach in Brooklyn und Berlin. Seit 2014 arbeitet Staudt nur noch als freischaffende Komponistin für Fernseh- und Kinofilme und produziert außerdem Songs, Filmmusik-Sinfonien und Klang-Skulpturen.

## Leben und Wirken

### Studium und musikalische Laufbahn
Cassis B Staudt begann mit sechs Jahren mit dem Klavierspielen. Nach dem Musikabitur studierte sie Musik und Regie an der Musikhochschule Hamburg sowie Orchestrierung und Filmmusik an der Juilliard School New York.
Musikalisch erfolgte von 1993 bis 1999 eine Zusammenarbeit mit der Band „b-blush“. Von 1999 bis 2001 war Staudt Bandmitglied in der Band Angels of Light von Michael Gira und spielte auf verschiedensten Swans-Alben Akkordeon. Im Jahr 2000 gründete sie zusammen mit Serena Jost das DJ-Duo-Kollektiv „scratch N sniff“. Von 2000 bis 2009 formierte sie sich in der Band „Cassis & The Sympathies“ mit Matt Keating und Christian Schantz. In den Jahren 2000 bis 2002 tourte sie mehrfach durch den deutschsprachigen Raum.  In Berlin leitet Staudt seit 2014 die Band „Beauty and the Bs“ mit Alexander Dorenberg und Greta Brinkman sowie den Electric Choir. Seit 2021 ist Staudt Sängerin bei „Berlin Banter“.
Für das HearArt Festival 2016 komponierte sie als Auftragswerk das Sinfonische Triptychon#1, eine orchestrale Filmmusik zu Kurzfilmen von Leighton Pierce, Phil Solomon und Paul Clipson, uraufgeführt von den Berliner Otto-Sinfonikern. Zudem schrieb sie die Musik zum Kurzfilm Helene’s Briefe (2019, Regie Petra K Wagner) und 2021/22 eine Klima Sinfonie, gefördert von Neustart Kultur. Neben Filmmusik widmet sich Staudt mittels Biodatensonifikation der Pflanzenmusik.

### Filmproduktionen
In Deutschland produzierte sie Filme von Matthias Glasner (Requiem, Schicksal und Zufall) und führte Regie bei Still. Für Dead Man fand sie die Locations und war danach viele Jahre auch als Location-Scout/Manager tätig (u. a. für Dead Man, Spider-Man I, Wallstreet: Money Never Sleeps, Insider). Zusammen mit Jörg Söchting führte sie Regie und produzierte den Dokumentarfilm Marc Ribot – Descent Into Baldness (1996).
Von 1990 bis 2007 war sie bei Jim Jarmusch tätig und produzierte diverse Kurzfilme und Musikvideos: Coffee and Cigarettes mit Iggy Pop und Tom Waits (Goldene Palme 1993), Coffee and Cigarettes mit Renée French und Alex Descas und Isaac de Bankolé; Musikvideos: It’s Alright with Me und I don’t wanna grow up (Tom Waits), Dead Man Theme und Big Time (Neil Young).
Zum 2004 für den Oscar nominierten Film Ferry Tales hatte Staudt die Idee und schrieb die Musik.

## Diskografie
- Heartcore. Mit der Band b-blush (Moon Records; 1999)
- You Are Here. EP mit der Band b-blush (2001)
- Flypaperthin. Album. Filmmusik Band: Boxerin mit Herbie Flowers, Helen Claire Lacey, Lars Schuy  (2008)[15]
- All Too Familiar. EP mit Berlin Banter (2021 ?)[5]

## Filmographie (Auswahl)
- 1999: Vertical Traveler, Regie: Katja Esson, Filmmusik

- 2003: Ferry Tales, Regie: Katja Esson, Filmmusik
- 2003: Sternzeichen,[16] Regie: Peter Patzak, Songs
- 2004: Die Boxerin, Regie: Catharina Deus, Filmmusik
- 2007: Empire II, Regie: Amos Poe, Filmmusik
- 2007: Living Lightly, Regie: Robin Burke, Filmmusik
- 2010: Ameisen gehen andere Wege, Regie: Catharina Deus, Filmmusik
- 2011: Einzelkämpfer, Regie: Sandra Kaudelka, Filmmusik
- 2013: Backroads USA – The Loniest Roads in America, Regie: Katja Esson, Filmmusik
- 2014: Mistress, Regie: Anja Murmann, Filmmusik
- 2016: American Rivers, Regie: Katja Esson, Erkennungsmusik
- 2017: Die Anfängerin, Regie: Alexandra Sell, Source Musik
- 2018: Die Götter von Molenbeek (Aatos ja Amine), Regie:  Reetta Huhtanen, Filmmusik
- 2019: Der Krieg in mir, Regie: Sebastian Heinzel, Filmmusik
- 2022: Auf der Suche nach Fritz Kann, Regie: Marcel Kolvenbach, Filmmusik, nominiert für den Deutschen Dokumentarfilm Musikpreis 2022[17]
- 2022: Adam & Ida – Almost a Fairytale, Regie: Jan Tenhaven, Filmmusik
- 2023: Burnout – Requiem auf die deutsche Atomkraft – Autor: Reinhard Schneider – Musik
- 2023: Ostsee für Sturköppe, Regie: Joana Vogdt, Filmmusik
- 2024: Die Unbeugsamen2 - Guten Morgen, ihr Schönen, Regie: Torsten Körner, Filmmusik
- 2024: Gummersbach: Glaube, Hoffnung, Liebe, Autor: Merle Hilbk, Filmmusik
- 2025: Wilma will mehr, Regie: Maren Kea Freese, Filmmusik